# هانتینگتون پارک
هانتینگتون پارک (به انگلیسی: Huntington Park) شهری در شهرستان لس‌آنجلس، کالیفرنیا ایالت کالیفرنیا است که در سرشماری سال ۲۰۱۰ میلادی، ۵۸۱۱۴ نفر جمعیت داشته است.